# Erzsébet Viski
Erzsébet Viski (* 22. Februar 1980 in Vác) ist eine ehemalige ungarische Kanutin.

## Karriere
Erzsébet Viski war bei Welt- und Europameisterschaften sehr erfolgreich, sie wurde zehnfache Weltmeisterin und sechsfache Europameisterin. 1998 in Szeged gewann sie ihren ersten Titel mit dem Vierer-Kajak über 200 Meter und verteidigte diesen Titel auch in Mailand bei den Weltmeisterschaften 1999. Darüber hinaus gewann sie auch die Vierer-Konkurrenz über 500 Meter. Mit dem Zweier-Kajak sicherte sie sich 2001 in Posen über 500 Meter die Bronzemedaille und belegte mit dem Vierer-Kajak auf allen drei Distanzen – 200, 500 und 1000 Meter – den ersten Platz. 2002 wiederholte sie in Sevilla über 500 Meter im Vierer-Kajak den Titelgewinn, während sie auf der 1000-Meter-Distanz mit Bronze eine weitere Medaille gewann. Bei den Weltmeisterschaften 2003 in Gainesville gelangen Viski im Vierer-Kajak über 200 und über 500 Meter zwei weitere Titelgewinne. 2005 folgte in Zagreb im Vierer-Kajak über 1000 Meter ihr letzter WM-Titelgewinn. Außerdem gewann sie auf der 500-Meter-Distanz im Einer-Kajak mit Bronze ihre erste und einzige WM-Medaille in dieser Disziplin.
Auch bei den Europameisterschaften sammelte Viski zahlreiche Titel. 1999 errang sie in Zagreb im Vierer-Kajak über 500 Meter ihre erste Goldmedaille, während sie über 200 Meter im Zweier- und im Vierer-Kajak jeweils Zweite wurde. Ein Jahr darauf gewann sie in Posen ihren zweiten EM-Titel, als sie mit dem Vierer-Kajak auf der 200-Meter-Strecke siegreich blieb. Über 500 Meter wurde sie mit dem Vierer-Kajak einmal mehr Zweite, ebenso mit dem Zweier-Kajak auf der 1000-Meter-Distanz. Zwei Titelgewinne folgten 2001 in Mailand: sie wurde im Vierer-Kajak über 200 Meter ebenso Erste wie auch über 500 Meter. Im Zweier-Kajak gewann sie über 200 Meter Silber. 2002 verteidigte sie in Szeged ihren Titel im Vierer-Kajak über 500 Meter und eroberte auch im Vierer-Kajak auf der 1000-Meter-Strecke die Goldmedaille. Bei den Europameisterschaften 2004 in Posen wurde Viski im Vierer-Kajak über 200 und über 500 Meter jeweils Zweite. Ihre letzte Europameisterschaft bestritt sie ein Jahr darauf, ebenfalls in Posen. Im Einer-Kajak sicherte sie sich auf der 500-Meter-Strecke mit Silber ihre einzige Medaille in dieser Disziplin, während sie im Vierer-Kajak über 200 Meter ihre neunte Silbermedaille gewann.
Weitere Erfolge gelangen Viski bei ihren Olympiateilnahmen. Ihr Olympiadebüt gab sie 2000 in Sydney, wo sie im Vierer-Kajak antrat, der zudem mit Rita Kőbán, Katalin Kovács und Szilvia Szabó besetzt war. Mit einem Sieg im Vorlauf qualifizierten sich die Ungarinnen direkt für den Endlauf. Im Finale wurden sie nur vom deutschen Kajak geschlagen, der knappe vier Zehntel Sekunden vor ihnen die Ziellinie überquerte. Mit 1:34,946 Minuten hatten sie auf die drittplatzierten Rumäninnen hingegen einen Vorsprung von 2,1 Sekunden, womit die Mannschaft die Silbermedaille gewann.
Bei den Olympischen Spielen 2004 in Athen gehörte sie erneut zur Besatzung des Vierer-Kajaks, der sich aus Viski, Katalin Kovács, Szilvia Szabó und Kinga Bóta zusammensetzte. Im Vorlauf platzierten sich die Ungarinnen ebenso hinter dem deutschen Vierer-Kajak auf dem zweiten Rang wie schließlich auch im Finale. Dieses schlossen sie in 1:34,536 Minuten mit einem Rückstand von 0,2 Sekunden auf die siegreichen Deutschen ab. Dritter wurde die ukrainische Mannschaft, die 1,5 Sekunden Rückstand auf Ungarn hatte. Nach ihrer zweiten Silbermedaille bei Olympischen Spielen wurde ihr 2004 das Offizierskreuz des Ungarischen Verdienstordens verliehen.